# Mythen der Antike
Mythen der Antike (französisch La Sagesse des mythes) ist eine von Luc Ferry verfasste Serie von Comic-Büchern, die auf Erzählungen der griechischen Mythologie basiert. Als Illustratoren beteiligt sind u. a. Giuseppe Baiguera, Gianenrico Bonacorsi, Carlos Rafael Duarte, Luca Erbetta, Giovanni Lorusso, Diego Otti, Giulia Pellegrini, Pierre Taranzano.
Im Jahr 2008 veröffentlichte Ferry sein Buch La Sagesse des mythes, in dem er die Relevanz der griechischen Mythologie in der heutigen Welt betonte. Ab 2016 gab er im Zusammenarbeit mit dem Verlag Glénat unter gleichem Titel die Sagen der griechischen Mythologie als Comic-Alben heraus. In Deutschland erscheinen sie seit 2019 als Mythen der Antike bei Splitter.

## Veröffentlichte Bände
- Daedalus und Ikarus, 2019.
- Die Ilias, 2019.
- Jason und das Goldene Vlies, 2020.
- Ödipus, 2020.
- König Midas, 2020.
- Perseus und Medusa, 2020.
- Herakles, 2020.
- Theseus und der Minotaurus, 2020.
- Antigone, 2021.
- Die Odyssee, 2021.
- Eros & Psyche, 2021.
- Prometheus und die Büchse der Pandora, 2021.
- Bellerophon und die Chimäre, 2021.
- Orpheus & Eurydike, 2021.
- Dionysos, 2022.
- Tantalos und weitere Mythen von Hochmut, 2022.
- Sisyphos & Asklepios, 2022.
- Gilgamesch, 2022.
- Die Geburt der Götter, 2022.
- Athene, 2022.
- Narziss & Pygmalion, 2023.
- Die Kriege des Zeus, 2023.
- Aphrodite, 2023.
- Die Liebschaften des Zeus, 2023.
- Apollon, 2024.